# Bogna Świątkowska
Bogna Świątkowska (ur. 21 lutego 1967 w Olsztynie) – polska dziennikarka i promotorka kultury.

## Życiorys
Bywa określana jako „Matka chrzestna polskiego hip-hopu”, ponieważ w latach 1993–1997 prowadziła, początkowo w Radiu Kolor, a potem w innych radiostacjach, pierwsze w Polsce audycje o muzyce hip-hopowej („Kolorszok”).
W latach 1999–2001 była redaktorką naczelną miesięcznika „Machina”, w którym wcześniej prowadziła dział sztuka i literatura.
Jest prezesem założonej przez siebie Fundacji Nowej Kultury Bęc Zmiana (zarejestrowanej w 2002). Od kwietnia 2009 roku jest autorką audycji w Roxy FM Walki uliczne.

## Życie prywatne
Żona Edwarda Krzemienia, dziennikarza „Gazety Wyborczej”. Matka Ignacego (ur. 1998) i Konstantego (ur. w 2001).

## Publikacje
- B. Świątkowska, S. Pękala, H. Wrona, Rap, dance & techno, Atena, cop. 1997, ISBN 83-85414-93-2
- S. Cichocki, B. Świątkowska; Ł. Gałecki, Nerwowa drzemka: o poszerzaniu pola w projektowaniu, Fundacja Bęc Zmiana, 2009, ISBN 978-83-929527-5-6
- B. Świątkowska, E. Bulman, Redukcja/Mikroprzestrzenie. Synchronizacja., Fundacja Bęc Zmiana, 2010, ISBN 978-83-62418-06-0
- B. Świątkowska (red.), Coś, które nadchodzi. Architektura XXI wieku, Fundacja Bęc Zmiana, 2011, ISBN 978-83-62418-12-1
- M. Roszkowska; B. Świątkowska; E. Bulman; M. Jarosz, Studio Eksperyment – leksykon, Fundacja Bęc Zmiana, 2012, ISBN 978-83-62418-20-6

## Filmografia
- Kielce – Czyli Polski Bronx (1995, film dokumentalny, reżyseria: Bogna Świątkowska, Marek Lamprecht)[4][a]
- Blokersi (2001, film dokumentalny, reżyseria: Sylwester Latkowski)[5]
- Skandal. Ewenement Molesty (2020, film dokumentalny, reżyseria: Bartosz Paduch)